# 차서원 (1980년)
차서원(車瑞園, 1980년 5월 6일 ~ )은 대한민국의 배우다.  1998년에는 미스코리아 미스 전남 진을 지냈다.

## 경력
- 1998년 - 미스코리아 미스 전남 진

### 방송
- 그 여자네 집
- 한강수타령
- 백만장자와 결혼하기
- 그 여자의 선택
- 완벽한 이웃을 만나는 법
- KBS《전설의 고향》- 계집종
- KBS《드라마스페셜》달팽이고시원 ... 노수민 역

### 연극
- 플라스틱 오렌지

### CF
- 삼양라면
- SK텔레콤 현대생활백서 92 언행일치편
- 보건복지부 금연캠페인
- 싸이월드
- 원데이 아큐브디파인
- KTF SHOW 이마트편
- KTF SHOW 1살의 쇼편